# Lane Kirkland
Lane Kirkland (ur. 12 marca 1922, zm. 14 sierpnia 1999) – amerykański działacz związkowy, w latach 1979–1995 przewodniczący centrali American Federation of Labor–Congress of Industrial Organizations (AFL-CIO). W czasie jego kadencji centrala ta była mocno zaangażowana we wspieranie „Solidarności” w Polsce, pośredniczyła także w przekazywaniu związkowi funduszy od rządu amerykańskiego.

## Życiorys
Urodził się 12 marca 1922 w Camden w stanie Karolina Południowa w starej rodzinie z Południa. W 1940 zaciągnął się na statek handlowy, a rok później do Akademii Morskiej Floty Handlowej USA, którą ukończył w 1942. Pływał jako oficer na statkach w wojennych konwojach na Atlantyku i Pacyfiku. W tym czasie wstąpił do związku zawodowego marynarzy skonfederowanego w AFL.
W czerwcu 1944 ożenił się z Edith Draper Hollyday. Z małżeństwa tego do rozwodu w 1972 miał pięć córek. Rok później ponownie ożenił się z Ireną Neumann.
Po wojnie zdobył tytuł bakałarza w prestiżowej Szkole Służby Zagranicznej (School of Foreign Service) przy Uniwersytecie Georgetown, jednak zdecydował się podjąć pracę w Oddziale Badań centrali AFL. Z ramienia centrali układał przemówienia kandydata na wiceprezydenta Partii Demokratycznej w wyborach 1948 oraz dla prezydenckiego kandydata Demokratów, Adlaia Stevensona w 1952 i 1956 r. W 1960 został zastępcą szefa AFL-CIO George’a Meany’ego i wspierał politykę prezydenta Lyndona Johnsona znaną jako Wojna z Ubóstwem (ang. War on Poverty) oraz na rzecz równouprawnienia rasowego, koordynując związkową kampanię. Dzięki zaangażowaniu związków przepisy dotyczące antyrasistowskiej polityki zatrudnienia znalazły się w przyjętej w 1964 ustawie Civil Rights Act.
W 1969 został sekretarzem i skarbnikiem centrali. Wspierał wojnę w Wietnamie i przyczynił się do odmowy poparcia związków zawodowych dla prezydenckiego kandydata Demokratów, senatora George’a McGoverna w wyborach w 1972 r. Po odejściu w 1979 George’a Meany’ego został prezesem AFL-CIO.
W sprawach międzynarodowych AFL-CIO nadal wspierała politykę kolejnych administracji. Związkowy Free Trade Union Committee popierający w czasach wojny wietnamskiej amerykańską obecność w Indochinach został przemianowany na Free Trade Union Institute, który współpracował z rządową agencją National Endowment for Democracy oraz CIA wspierając proreżimowe związki zawodowe w autorytarnych krajach Ameryki Łacińskiej. We współpracy z administracją Reagana Kirkland zaangażował centralę w pomoc polskiemu ruchowi Solidarności, łącznie przekazując ponad 6 milionów dolarów amerykańskich w gotówce i wyposażeniu. W 1994 za tę działalność prezydent Bill Clinton przyznał mu Prezydencki Medal Wolności, najwyższe amerykańskie odznaczenie cywilne.
W czasie jego kadencji branżowe związki zawodowe, które wcześniej odeszły z centrali, ponownie do niej przystąpiły (Teamsters, United Auto Workers, United Mine Workers, Brotherhood of Locomotive Engineers, International Longshore and Warehouse Union).
W 1981 AFL-CIO zorganizowała Dzień Solidarności przeciwko polityce społecznej administracji Ronalda Reagana. Mimo tego przez cały okres jego przewodnictwa liczba robotników zrzeszonych w związkach zawodowych spadała. W 1981 centrala przegrała kampanię strajkową wśród kontrolerów ruchu powietrznego, a w 1985 klęską zakończył się strajk pakowaczy mięsa w Hormel.
Zmarł w Waszyngtonie w wieku 77 lat. 17 sierpnia 1999 (pośmiertnie) został odznaczony przez prezydenta Aleksandra Kwaśniewskiego najwyższym polskim odznaczeniem, Orderem Orła Białego.
Lane Kirkland jest patronem programu stypendialnego finansowanego przez Polsko-Amerykańską Fundację Wolności.